# Union Township (comté d'O'Brien, Iowa)
Pour les articles homonymes, voir Union Township.
Union Township est un township, du comté d'O'Brien en Iowa, aux États-Unis,.
Le township est créé en 1880.

### Source de la traduction
- (en) Cet article est partiellement ou en totalité issu de l’article de Wikipédia en anglais intitulé « Union Township, O'Brien County, Iowa » (voir la liste des auteurs).